# Pottia stevensii
Pottia stevensii là một loài Rêu trong họ Pottiaceae. Loài này được (R. Br. bis) Paris miêu tả khoa học đầu tiên năm 1900.